# Put (Einheit)
Put oder Poor, auch Poot war eine Münze aus Zinn und gleichzeitig ein Gewichtsmaß auf der Insel Salanga (Junk Ceylon) in Hinterindien.
- 1 Put =  688 Gramm

Die Maßkette war 
- 1 Bahar = 8 Capins = 80 Bis = 320 Puts = 960 Punchoos